# Cyclea
Cyclea é um género botânico pertencente à família Menispermaceae.

## Espécies
- Cyclea acuminatissima
- Cyclea aphylla
- Cyclea apoensis
- Cyclea arnottii
- Cyclea atjehensis
- Cyclea barbata
- Cyclea bicristata
- Cyclea peltata

1. ↑  «Cyclea — World Flora Online». www.worldfloraonline.org. Consultado em 19 de agosto de 2020